# Bouzanne
Bouzanne é um rio localizado na França.